# Бендежён
Бендежён (фр. Bendejun) — коммуна на юго-востоке Франции в регионе Прованс — Альпы — Лазурный берег, департамент Приморские Альпы, округ Ницца, кантон Конт.
Площадь коммуны — 6,35 км², население — 892 человека (2006) с выраженной тенденцией к росту: 949 человек (2012), плотность населения — 149,4 чел/км².

## Население
Население коммуны в 2011 году составляло — 939 человек, а в 2012 году — 949 человек.
| 1962 | 1968 | 1975 | 1982 | 1990 | 1999 | 2006 | 2007 | 2011 | 2012 |
| ---- | ---- | ---- | ---- | ---- | ---- | ---- | ---- | ---- | ---- |
| 267  | 360  | 396  | 600  | 763  | 843  | 892  | 899  | 939  | 949  |

Динамика численности населения:

## Экономика
В 2010 году из 580 человек трудоспособного возраста (от 15 до 64 лет) 445 были экономически активными, 135 — неактивными (показатель активности 76,7 %, в 1999 году — 73,3 %). Из 445 активных трудоспособных жителей работали 411 человек (214 мужчин и 197 женщин), 34 числились безработными (16 мужчин и 18 женщин). Среди 135 трудоспособных неактивных граждан 46 были учениками либо студентами, 48 — пенсионерами, а ещё 41 — были неактивны в силу других причин.
На протяжении 2010 года в коммуне числилось 331 облагаемое налогом домохозяйство, в котором проживало 784,0 человека. При этом медиана доходов составила 20 тысяч 312 евро на одного налогоплательщика.

## Достопримечательности (фотогалерея)
- Церковь Нотр-Дам-де-Розари